# Sods
|  | Sammenskrivningsforslag Artiklen Sods er foreslået føjet ind i Sort Sol (band). (Siden marts 2024) Diskutér forslaget |

Sods var et dansk punkband, som senere skiftede retning og blev til Sort Sol.
Sods, der var aktive 1977-1981, var et af de mest aktive punkbands på den tidligste danske punkscene, der bl.a. udspillede sig omkring spillestederne Rockmaskinen, Saltlageret og Brumleby i årene 1978-81. Sods blev dannet i august 1977 og debuterede i november 1977 på Rødovre Statsskole, og betegnes ofte som "Danmarks første punkband". 
Sods' debut den 24. november 1977 kl. 9.55 i en fællestime på Rødovre Statsskole var danmarks første punkkoncert, hvor bandet spillede de fire numre R.A.F, Police, Never talk to a stranger og White light white heat.
Sods var bl.a. inspireret af udenlandske bands som The Clash, Sex Pistols, Ramones, Suicide og Television. Og efter ca. 1980, hvor de langsomt bevægede sig væk fra den oprindelige punkgenre, også bl.a. af postpunk-bands som Joy Division og PIL.
Sods var en udløber af bandet "Suck", og forsanger Steen Jørgensens daværende kæreste og danmarks første punker Camilla Høiby fandt på bandnavnet Sods. 
Bandet havde i starten deres eget punk-fanzine "The Latest Crap From The Sods", der senere, efter flere punkbands kom til, blev til det bredere favnende punk-fanzine Iklipsx, hvori flere af Sods-medlemmerne skrev.
I 1978 blev Sods med hjælp fra deres manager Pierre Sales signet af pladeselskabet Medley og i februar '79 udkom debutsinglen "Television Sect / Military Madness" og debutalbummet "Minutes To Go" (der også blev udsendt i England i 1980).
I 1980 udkom det andet og sidste Sods album "Under en sort sol", hvor bandet havde en mere raffineret musikalsk tilgang til punken.
I 1981 hvor den oprindelige punkscene i Danmark så småt begyndte at ebbe ud, skiftede Sods navn til Sort Sol, for at markere en distanceren til den deciderede punk-rock genre.

## Væsentlige koncerter i punkregi
Sods varmede op for protopunkeren Iggy Pop 29.5.78 i Det Ny Teater og spillede bl.a. til danmarks første større punkkoncert "Concert of the Day" i Brumleby 15.9.78 og i Huset i Århus 10.11.1978 til arrangementet "Pære Punk" sammen med andre af tidens markante danske punknavne som Brats, No Knox, Bollocks, Lost Kids, Dream Police m.fl. 
Herudover spillede bandet bl.a. til den legendariske LP-dokumenterede punkfestival Concert of the Moment (1979), til Concerto de Nobrainos insanos (1980) og medvirker på Nosferatu Festival LP'en (1982).

## Dannelsen af Sods
Sods blev til da Peter Peter mødte Steen Jørgensen i Fælledparken, og de to blev venner og begyndte at spille musik sammen. I pladebutikken "Superlove" i Larsbjørnsstræde mødte Steen Jørgensen Knud Odde, som han efter en god snak med inviterede ned i øvelokalet. De to havde allerede lagt mærke til hinanden, bl.a. til Sex Pistols koncerten på "Daddy's Dance Hall" i midten af juli 1977. Senere introducerede Knud Odde sin ven Tomas Ortved for bandet. Knud Odde og Tomas Ortved kendte hinanden fra Køge, hvor Knud havde gået i Gymnasiet, og de var begge store musiknørder. De fire fandt sammen omkring en kritisk tilgang til tidens populærmusik og interesse for alternativ musik til tidens mainstream.

## Sods' betydning for punkmiljøet
Sods, der debuterede i 1977, var det første band på den danske punkscene og havde derfor stor betydning for igangsætningen af et decideret punkmiljø specielt i København og for de københavner bands' muligheder, der hurtigt opstod i kølvandet på Sods – bands som No Knox, Elektrochok, Brats og Bollocks, der alle debuterede i 1978. 
Udover at spille og arrangere en række anderledes og nyskabende koncerter på gymnasier, i ungdomsklubber, i Brumleby og Rockmaskinen m.fl., udbredte Sods punken via deres fanzine "The Latest Crap From The Sods" og senere det bredere Iklipsx, da flere punkbands kom til, hvori de beskrev punkens idealer og anmeldte relevant musik.
Folkene der senere dannede punkbandet No Knox spillede også en større rolle, da de arrangerede Sods' debutkoncert, og var blandt de absolut første danske punks og meget aktive i miljøet. Også folk fra Brats spillede en rolle – specielt Eddie Haircut, der noget senere arrangerede "Concert of the Moment" (1979).
Selvfølgelig kom den store samlede indflydelse af den danske punkscene fra udlandet – rent punkmæssigt hovedsageligt fra britiske Sex Pistols og sekundært fra amerikanske Ramones m.fl., men også fra en række protopunkbands (bands der inspirerede til punken, men ikke var decideret punk selv).
Århus/København havde et misforhold, skal dog tages med et gran salt, da Sods f.eks. samarbejdede med Kliché's forsanger Lars Hug (sen. H.U.G.) på deres 1980 album "Under en sort sol", og Peter Peter fra Sods samarbejdede med den ene af de to forsangere i Lost Kids "Pussi Punk" (Kate Svanholm) i bandet Monomania i 1979-80.
Men Sods var dem, der definerede punkscenen og punkmiljøet i starten og var mest aktive, og som deltog i mange musikalske sammenhænge i dette miljø, hvilket gør bandet specielt interessant rent punkhistorisk. Punkmiljøet var et specifikt, særegent og unikt miljø i den danske musikhistorie. 
Da det første danske punkmiljø ebbede ud, og Sods i 1981 skiftede navn til Sort Sol blev de langsomt en del af mainstreamen og populærkulturen, som godt nok er fanbaseret, men som ikke er et decideret miljø, der har en specifik historie. Fansne er spredt over musikinteresserede folk med mange forskelligartede interesser og dynamikker, uden den samme form for loyalitet, trofasthed og kollektive bevidsthed som skabte historien om punken.

## Bandmedlemmer
- Steen Jørgensen, sang
- Peter Schneidermann alias "Peter Peter" og "Booze Stonecock", guitar
- Knud Odde, bas
- Tomas Ortved, trommer
- Morten Versner, violin

## Udvalgte koncerter
- 24.11.1977 – Sods spiller danmarks første punkkoncert kl. 9.55 i en fællestime på Rødovre Statsskole.
- 29.5.1978 – Opvarmning for Iggy Pop i Det Ny Teater, København.
- 10.11.1978 – "Pære Punk" festival i Århus.
- 9.11.1979 – "Concert Of The Moment" i Saltlageret, København.
- 11.10.1980 – "NÅ!!80" i Huset i Magstræde, København.
- 22.12.1980 – "Concerto de Nobrainos insanos" i Saltlageret, København.
- 2.3.1981 – Opvarmning for The Jam i Odd Fellow Palæet, København.
- 10.10.1981 – Sods opfører sammen med "Billedstofteatret" forestillingen "Zoner" i Glyptoteket (10-11 og 17-25/10 1981) og senere i Rom, Italien.

## Udgivelser
- 7”S feb.1979 Television Sect / Military Madness (Medley Records MDS 109)
- 12”LP 1979 Minutes To Go (Medley / MDLP 6011) (genuds 1982 (Medley / MDLP 6011) lettere farve ændring på cover samt sort streg i højre side af coveret & m. ændret spindel 1982)
- MC 1979 Minutes to Go ( Medley / MdMC 6011)
- 12”LP 1980 Minutes To Go (UK) – release af albummet i England (Step forward / SFLP 03)
- 12”LP 1980 Under en sort sol (Medley / MDLP 6027)

### Opsamlingsalbum
- 12" comp LP 1979 Pære Punk (KlP1/Kong Pære)
- MC comp 1979 Pære Punk (KPMC1/ Kong Pære)
- 12" 3x LPlive compilation 1980 Concert of the Moment (Irmgardz / IRMG02)1000ex
- 2 X MC Compilation 14/11 1980 Concert of the Moment (Irmgardz / IRMG K502)
- 12"LP Compilation 1982 Live Nosferatu Festival ( Nosferatu Records / NOS1) 1000ex
- 12"lP 1997 Compilation Bloodstains Across Denmark 500ex
- 12"LP x2 Next Stop Rock n´Roll. Track: Boy / Girl
- MC compilation 1984 USA ”World Class Punk” (Reach Out International Rec. / ROIR A131)
- 7" 1981 "Marble Station" (4.AD Records / AD101)
- 7"S Indian Summer (? ) pladen der har totalt hvide spindler udkom i 750ex
- 12"LP 1982 comp Natures Mortes-Still Lives (WEA International P-11149) Japan
- MC 1982 S.M.C. Production 1982 (Falck)